# عابدين ايخينا
عابدين ايخينا (بالإنجليزية: Obadin Aikhena)‏ (9 مايو 1986 في نيجيريا -) هو لاعب كرة قدم نيجيري في مركز الدفاع. لعب مع باليستيير خالسا ونادي دراغونز دي أوميه ويانج لايونز ونادي غومباك يونايتد وNay Pyi Taw F.C. ‏ وUnion Bank F.C. ‏.

## وصلات خارجية
- عابدين ايخينا على موقع قاعدة بيانات كرة القدم.إي يو (الإنجليزية)
- عابدين ايخينا على موقع Soccerway.com (الإنجليزية)